# Jęczniki Wielkie

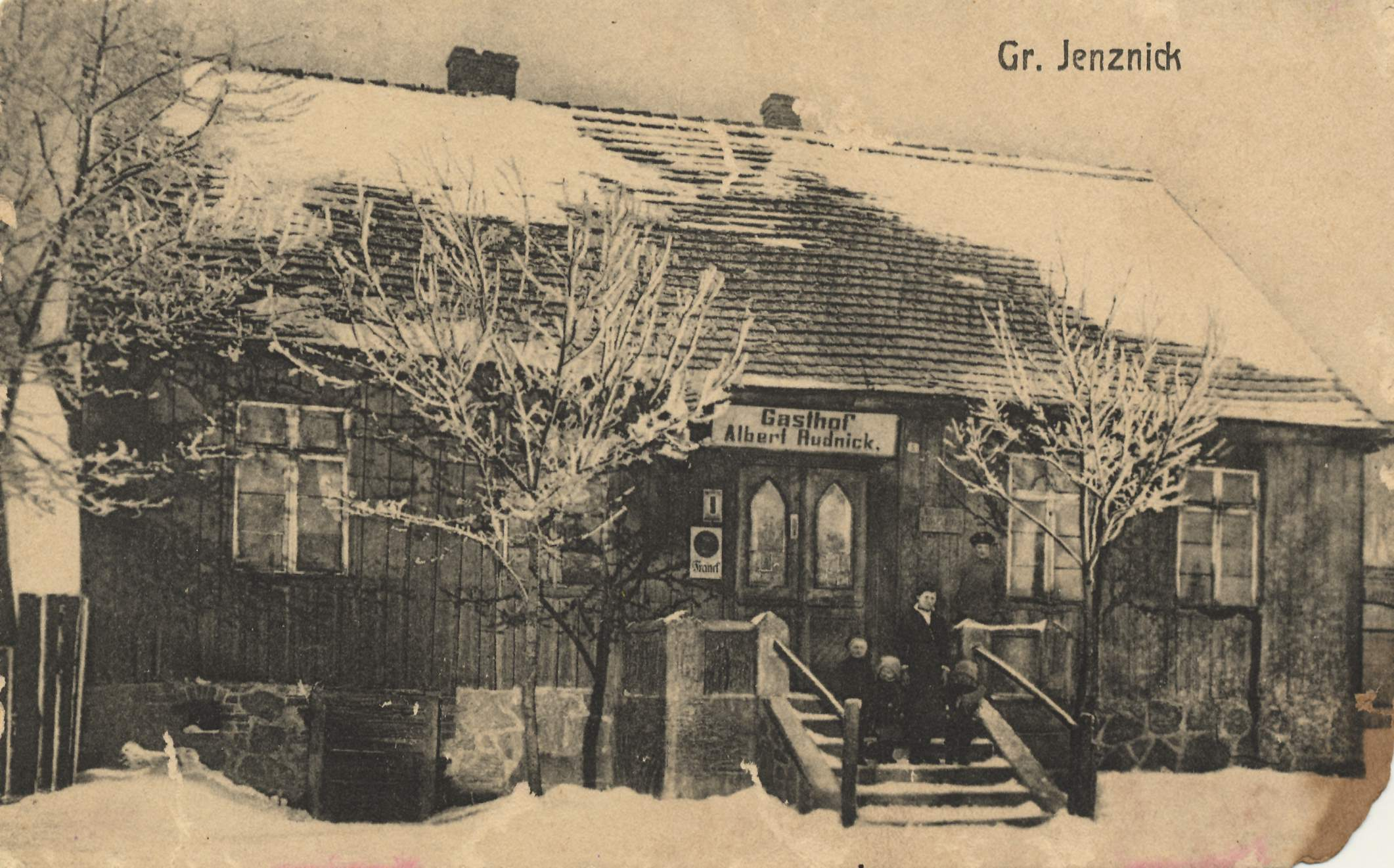
Zajazd w Jęcznikach na pocztówce z ok. 1900 roku

Jęczniki Wielkie (dawniej Jączonki Wielkie, kaszub. Dużé Jãczniczi, niem. Groß Jenznick) – wieś w Polsce położona w województwie pomorskim, w powiecie człuchowskim, w gminie Człuchów przy drodze krajowej nr 25. 
Wieś jest siedzibą sołectwa Jęczniki Wielkie.
Wieś królewska starostwa człuchowskiego w województwie pomorskim w drugiej połowie XVI wieku. W latach 1954–1971 wieś należała i była siedzibą władz gromady Jęczniki Wielkie, po jej zniesieniu w gromadzie Człuchów. W latach 1946–1950 należała do województwa szczecińskiego, następnie od 1950 do 1975 do województwa koszalińskiego, a w okresie 1975–1998 do województwa słupskiego.